# Carol Twombly
Carol Twombly (nacida el 13 de junio de 1959), tipógrafa norteamericana que desarrolla su trabajo entre los años ochenta y noventa del siglo XX. Autora de tipografías como Chaparral, Trajan, Lithos o Myriad, desarrolladas para Adobe Systems.

## Biografía
Nació el 13 de junio de 1959 en Concord, Estados Unidos. Durante su infancia en Nueva Inglaterra fue instruida en algunas disciplinas artísticas. Formalizó su educación en la Rhode Island School of Design (RISD) donde estudió escultura. Aunque tenía diferentes inquietudes de carácter creativo finalmente derivó su carrera hacia el diseño gráfico.
Uno de los profesores del RISD, Chuck Bigelow y la pareja de este, Kris Holmes, introdujeron paulatinamente a Twombly en el mundo del diseño tipográfico. Twombly estuvo trabajando algunos veranos en el estudio de Bigelow&Holmes como ayudante donde empezó a comprender la dificultad del diseño tipográfico.
Tras graduarse en el RISD, Chuck Bigelow le ofreció la posibilidad de unirse a un reducido grupo de estudiantes en un programa de tipografía digital recién formado que se desarrollaba en la Universidad de Stanford. Pasados dos años desde el inicio de dicho programa fue galardonada con un Master of Science gracias al extenso y excelente estudio en los campos de diseño tipográfico e informática.
En los cuatro años siguientes, Carol Twombly siguió trabajando para el estudio de Bigelow&Holmes.

## Premios
En 1984 participó en un concurso de carácter internacional patrocinado por Morisawa Ltd., con su primera creación tipográfica. Los resultados del concurso fueron una grata sorpresa para Twombly, ya que fue premiada con el máximo galardón en la categoría de alfabetos latinos. Gracias al éxito recibido, Morisawa decide licenciar y comercializar su diseño bajo el nombre de Mirarae. Poco después, Twombly comienza a trabajar para la multinacional Adobe Systems y en el año 1988 se convierte en diseñadora de tipografías a tiempo completo en el programa de Adobe Originals.
En 1994, fue galardonada con el premio Charles Peignot de la Asociación Tipográfica Internacional (ATypI) por su gran labor de investigación en el ámbito del diseño tipográfico. Fue la primera mujer y el segundo estadounidense en recibir este prestigioso honor.
- 1984: Con la tipografía Mirarae, obtuvo el primer premio en el Concurso de Diseño de Tipografía Morisawa (Japón)[2]

- 1994: Premio Charles Peignot, concedido por la ATypI, Asociación Tipográfica Internacional[3]

## Tipografías de Carol Twombly
[] Trabajó durante más de once años para Adobe, en los que diseñó multitud de tipografías, muchas de las cuales hoy en día son empleadas habitualmente por los diseñadores.
Diseños tipográficos tan conocidos como Trajan, Charlemagne, Lithos y Adobe Caslon nos trasladan a épocas del pasado clásico tomando de ellas la esencia de los primeros sistemas de escritura. La Trajan por ejemplo, está inspirada en las inscripciones que se encuentran talladas en el pedestal de la columna de Trajano, erguida en Roma en el año 114. O al tipo de letras de William Caslon del siglo XVI.
Otras creaciones como Viva y Nueva, intentan abrir nuevas fronteras, manteniendo el aspecto tradicional.
Bajo la dirección de arte de Twombly, fuentes como Ponderosa, Pepperwood, Zebrawood y Rosewood fueron parte de un proyecto de Adobe para revivir las tipografías display en madera estadounidenses de la década de 1880. Después de esta serie, pasó a diseñar dos tipos de letra más para Adobe: Nueva, un diseño original, y Chaparral, que hace referencia a las formas slab serif del siglo XIX y la caligrafía manuscrita del siglo XVI. Diseñó Chaparral en colaboración con la calígrafa Linnea Lundquist.
Lista de creaciones tipográficas y clasificación:
|               |                                 |      | Clasificación | Clasificación                  | Clasificación |
| Tipo de letra | Diseñador/a/s                   | Año  | Thibaudeau    | Vox-ATypI                      | DIN 16518     |
| ------------- | ------------------------------- | ---- | ------------- | ------------------------------ | ------------- |
| Mirarae       | Carol Twombly                   | 1984 | Romana        |                                |               |
| Zebrawood     | Carol Twombly                   | 1984 | Decorativa    |                                |               |
| Charlemagne   | Carol Twombly                   | 1989 | Romana        |                                |               |
| Lithos        | Carol Twombly                   | 1989 | Humanista     |                                |               |
| Trajan        | Carol Twombly                   | 1989 | Romana        |                                |               |
| Adobe Caslon  | Carol Twombly                   | 1990 | Romana        |                                |               |
| Myriad        | Carol Twombly y Robert Slimbach | 1992 | Palo seco     | Modernas Lineales Humanísticas | VI.Lineals    |
| Viva          | Carol Twombly                   | 1993 | Decorativa    |                                |               |
| Nueva         | Carol Twombly                   | 1994 | Romana        |                                |               |
| Chaparral     | Carol Twombly                   | 1997 | Romana        |                                |               |

## Actualidad
[] Finalizando su etapa con la multinacional Adobe, Twombly siguió manteniendo el contacto constante con otras actividades relacionadas con el arte como la escultura natural y la pintura, entre otras.
Actualmente, reside en una pequeña comunidad de las montañas de la Sierra, California.

## Galería

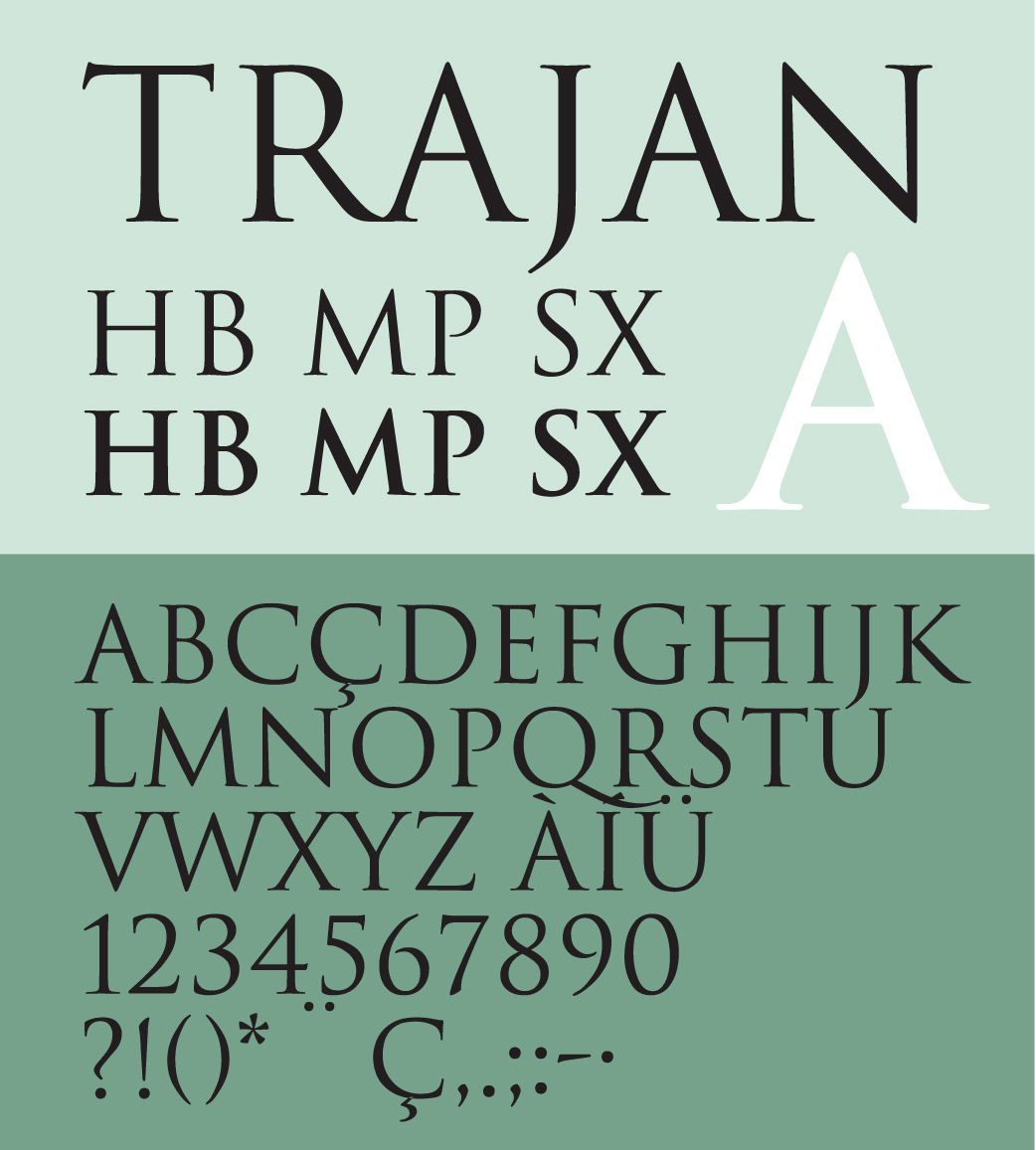
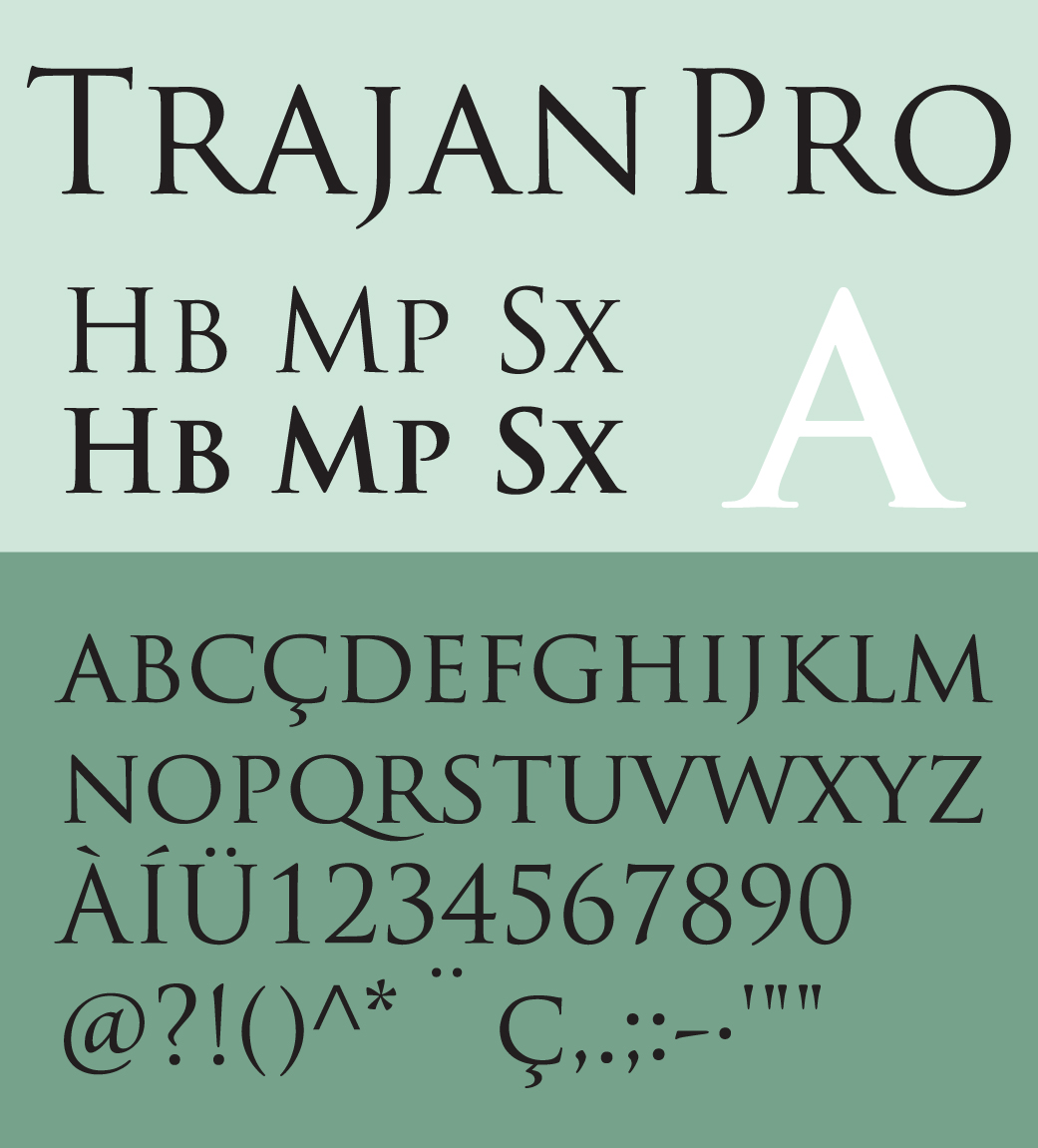